# Championnat de France de rugby à XIII 1958-1959
Navigation
Édition précédente Édition suivante
Le Championnat de France de rugby à XIII 1958-1959 oppose pour la saison 1958-1959 les meilleures équipes françaises de rugby à XIII au nombre de seize.

## Liste des équipes en compétition
| Albi Avignon Bordeaux Carcassonne Cavaillon Lézignan Lyon Marseille Montpellier Nîmes Bataillon de Joinville XIII Catalan Roanne Toulouse O. Villeneuve-sur-Lot |

Quinze équipes participent au championnat de France de première division avec l'arrivée de Nîmes et les retraits de Carpentras et du Bayonne Nautique.

## Déroulement de la compétition

### Classement de la deuxième phase
| Classement | Club                   | Points | Matchs |
| 1er        | Villeneuve-sur-Lot     | 58     | 22     |
| 2e         | Avignon                | 56     | 22     |
| 3e         | Lézignan               | 56     | 22     |
| 4e         | Albi                   | 65     | 22     |
| 5e         | Roanne                 | 52     | 22     |
| 6e         | XIII Catalan           | 50     | 22     |
| 7e         | Cavaillon              | 49     | 22     |
| 8e         | Carcassonne            | 48     | 22     |
| 9e         | Montpellier            | 48     | 22     |
| 10e        | Lyon                   | 44     | 22     |
| 11e        | Toulouse               | 38     | 22     |
| 12e        | Bordeaux               | 35     | 22     |
| 13e        | Marseille              | 33     | 22     |
| 14e        | Bataillon de Joinville | 31     | 22     |
| 15e        | Nîmes                  | 28     | 22     |
| 16e        | Bayonne                | 0      | 22     |

|  | Qualifié pour les demis finale |

Bayonne est forfait général. Il manque une rencontre entre le XIII Catalan et Lyon.

## Phase finale
|  | Quarts de finale               | Quarts de finale        | Quarts de finale               | Quarts de finale        |                    |                    | Demi-finales                | Demi-finales                | Demi-finales                | Demi-finales                |  |  | Finale                   | Finale                   | Finale                   | Finale                   |
|  |                                |                         |                                |                         |                    |                    |                             |                             |                             |                             |  |  |                          |                          |                          |                          |
|  | Le 11 avril 1959 à Albi        | Le 11 avril 1959 à Albi | Le 11 avril 1959 à Albi        | Le 11 avril 1959 à Albi |                    |                    | Le 26 avril 1959 à Bordeaux | Le 26 avril 1959 à Bordeaux | Le 26 avril 1959 à Bordeaux | Le 26 avril 1959 à Bordeaux |  |  | Le 3 mai 1959 à Toulouse | Le 3 mai 1959 à Toulouse | Le 3 mai 1959 à Toulouse | Le 3 mai 1959 à Toulouse |
|  | Le 11 avril 1959 à Albi        | Le 11 avril 1959 à Albi | Le 11 avril 1959 à Albi        | Le 11 avril 1959 à Albi |                    |                    | Le 26 avril 1959 à Bordeaux | Le 26 avril 1959 à Bordeaux | Le 26 avril 1959 à Bordeaux | Le 26 avril 1959 à Bordeaux |  |  | Le 3 mai 1959 à Toulouse | Le 3 mai 1959 à Toulouse | Le 3 mai 1959 à Toulouse | Le 3 mai 1959 à Toulouse |
|  | Villeneuve-sur-Lot             | Villeneuve-sur-Lot      | 13                             | 13                      |                    |                    | Le 26 avril 1959 à Bordeaux | Le 26 avril 1959 à Bordeaux | Le 26 avril 1959 à Bordeaux | Le 26 avril 1959 à Bordeaux |  |  | Le 3 mai 1959 à Toulouse | Le 3 mai 1959 à Toulouse | Le 3 mai 1959 à Toulouse | Le 3 mai 1959 à Toulouse |
|  | Villeneuve-sur-Lot             | Villeneuve-sur-Lot      | 13                             | 13                      |                    |                    | Le 26 avril 1959 à Bordeaux | Le 26 avril 1959 à Bordeaux | Le 26 avril 1959 à Bordeaux | Le 26 avril 1959 à Bordeaux |  |  | Le 3 mai 1959 à Toulouse | Le 3 mai 1959 à Toulouse | Le 3 mai 1959 à Toulouse | Le 3 mai 1959 à Toulouse |
|  | Carcassonne                    | Carcassonne             | 5                              | 5                       |                    |                    | Le 26 avril 1959 à Bordeaux | Le 26 avril 1959 à Bordeaux | Le 26 avril 1959 à Bordeaux | Le 26 avril 1959 à Bordeaux |  |  | Le 3 mai 1959 à Toulouse | Le 3 mai 1959 à Toulouse | Le 3 mai 1959 à Toulouse | Le 3 mai 1959 à Toulouse |
|  | Carcassonne                    | Carcassonne             | 5                              | 5                       | Villeneuve-sur-Lot | Villeneuve-sur-Lot | 18                          | 18                          |                             |                             |  |  | Le 3 mai 1959 à Toulouse | Le 3 mai 1959 à Toulouse | Le 3 mai 1959 à Toulouse | Le 3 mai 1959 à Toulouse |
|  | Le 11 avril 1959 à Montpellier |                         |                                |                         | Villeneuve-sur-Lot | Villeneuve-sur-Lot | 18                          | 18                          |                             |                             |  |  | Le 3 mai 1959 à Toulouse | Le 3 mai 1959 à Toulouse | Le 3 mai 1959 à Toulouse | Le 3 mai 1959 à Toulouse |
|  |                                |                         | Albi                           | Albi                    | 3                  | 3                  |                             |                             |                             |                             |  |  | Le 3 mai 1959 à Toulouse | Le 3 mai 1959 à Toulouse | Le 3 mai 1959 à Toulouse | Le 3 mai 1959 à Toulouse |
|  | Albi                           | Albi                    | Albi                           | Albi                    | 3                  | 3                  | 44                          | 44                          |                             |                             |  |  | Le 3 mai 1959 à Toulouse | Le 3 mai 1959 à Toulouse | Le 3 mai 1959 à Toulouse | Le 3 mai 1959 à Toulouse |
|  | Albi                           | Albi                    | Le 26 avril 1959 à Montpellier |                         |                    |                    | 44                          | 44                          |                             |                             |  |  | Le 3 mai 1959 à Toulouse | Le 3 mai 1959 à Toulouse | Le 3 mai 1959 à Toulouse | Le 3 mai 1959 à Toulouse |
|  | Roanne                         | Roanne                  | 6                              | 6                       |                    |                    |                             |                             |                             |                             |  |  | Le 3 mai 1959 à Toulouse | Le 3 mai 1959 à Toulouse | Le 3 mai 1959 à Toulouse | Le 3 mai 1959 à Toulouse |
|  | Roanne                         | Roanne                  | 6                              | 6                       | Villeneuve-sur-Lot | Villeneuve-sur-Lot | 24                          | 24                          |                             |                             |  |  |                          |                          |                          |                          |
|  | Le 11 avril 1959 à Carcassonne |                         |                                |                         | Villeneuve-sur-Lot | Villeneuve-sur-Lot | 24                          | 24                          |                             |                             |  |  |                          |                          |                          |                          |
|  |                                |                         | Lézignan                       | Lézignan                | 16                 | 16                 |                             |                             |                             |                             |  |  |                          |                          |                          |                          |
|  | Lézignan                       | Lézignan                | Lézignan                       | Lézignan                | 16                 | 16                 | 11                          | 11                          |                             |                             |  |  |                          |                          |                          |                          |
|  | Lézignan                       | Lézignan                |                                |                         |                    |                    |                             |                             |                             |                             |  |  |                          |                          |                          |                          |
|  | XIII Catalan                   | XIII Catalan            | 7                              | 7                       |                    |                    |                             |                             |                             |                             |  |  |                          |                          |                          |                          |
|  | XIII Catalan                   | XIII Catalan            | 7                              | 7                       | Lézignan           | Lézignan           | 8                           | 8                           |                             |                             |  |  |                          |                          |                          |                          |
|  | Le 11 avril 1959 à Carpentras  |                         |                                |                         | Lézignan           | Lézignan           | 8                           | 8                           |                             |                             |  |  |                          |                          |                          |                          |
|  |                                |                         | Avignon                        | Avignon                 | 2                  | 2                  |                             |                             |                             |                             |  |  |                          |                          |                          |                          |
|  | Avignon                        | Avignon                 | Avignon                        | Avignon                 | 2                  | 2                  | 10                          | 10                          |                             |                             |  |  |                          |                          |                          |                          |
|  | Avignon                        | Avignon                 |                                |                         |                    |                    |                             | 10                          |                             |                             |  |  |                          |                          |                          |                          |
|  | Cavaillon                      | Cavaillon               | 0                              | 0                       |                    |                    |                             |                             |                             |                             |  |  |                          |                          |                          |                          |
|  | Cavaillon                      | Cavaillon               | 0                              | 0                       |                    |                    |                             |                             |                             |                             |  |  |                          |                          |                          |                          |
|  |                                |                         |                                |                         |                    |                    |                             |                             |                             |                             |  |  |                          |                          |                          |                          |

### Finale
(mt : 11 - 9)
Homme du match :
Points marqués :
- Villeneuve: 4 essais de Beldini, Jimenez, Majorel et Foussat, 3 transformations d'Eito, 1 pénalité d'Eito
- Lézignan: 2 essais de Lacans et de R. Benausse, 1 transformation d'Esquiva, 1 pénalité d'Esquiva, 1 drop de G. Benausse

Évolution du score : 
Arbitre : M. Jameau
Spectateurs : 13 000
Composition des équipes :
- Villeneuve: Pascal Eito - Jacques Dubon, Jacques Merquey, Antoine Jimenez, Jean Foussat - Bertrand Ballouhey, Michel Monclus - Jean Panno, Manuel Lopez, Angelo Boldini, Ermes Tarozzi, Robert Majorel, André Lacaze - Entraîneur : Raoul Manieu
- Lézignan: Antoine Esquiva - Jean Le Camus, Jacques Barsalou, René Castel, René Benausse - Gilbert Benausse, Claude Teisseire - Roger Lacans, René Moulis, Édouard Ponsinet, Roger Lannes, Louis Calmet, Georges Condouret - Entraîneur : Jean Poch

Ce fut la plus belle des finales du Championnat d’après beaucoup de spécialistes.

## Effectifs des équipes présentes
| Villeneuve-sur-Lot | Bertrand Ballouhey Claude Barrès Angelo Boldini Yves Couderc Jacques Dubon Pascal Eito Roger Estrada Jean Foussat Antoine Jimenez André Lacaze Manuel Lopez Robert Majorel Jacques Merquey Michel Monclus Jean Panno Jean Planté Jacques Poujoulet Ermes Tarozzi Jean Tropamer Pierre Touton Entraîneur : Raoul Manieu                     | Lézignan  | Roger Arcalis Jacques Barsalou Gilbert Benausse René Benausse Louis Calmet Andrè Carrère René Castel Condouret Antoine Esquiva Roger Lacans Lannes Jean Le Camus Antoine Lécea René Moulis Édouard Ponsinet Claude Teisseire Entraîneur : Jean Poch                                                      |
| XIII Catalan       | René Brousse (m) André Casas Henry Cribaillet Henri Delhoste Jean Garreta Yvon Gourbal José Guasch Francis Lévy Loste Roger Majoral Marcel Massé Gilbert Maurin Jean Pambrun Jean Ribes Gérard Robin (o) Roger Truquet | Avignon   | Jean-Pierre Barnaud Guy Delaye Delorme Jacques Fabre Maurice Fabvre Robert Grangeon René Jean (m) Jacques Maigre Poulet Fernand Rouqueirol Jean Rouqueirol André Savonne Gérard Savonne (o) Entraîneur : Jean Rouqueirol                                                                                 |
| Albi               | Célestin Ayme Gabriel Bellot Gabriel Berthomieu Marcel Bescos Jean-Marie Bez Paul Capus Louis Combettes Honoré Conti Claude Deffez Jean Deloncle Diaz Bernard Fabre Georges Fages Pierre Lataste Muratet André Rives Michel Roques Jacques Séguret Serge Tonus André Vadon Gilbert Verdié José Vergniory Entraîneur : Marcel Blanc (rugby) | Bordeaux  | Clément Andrinople André Audy Belkacem Bonamy Michel Borié Kurt Boy Chauzenoux Raymond Contrastin Jean Dubon André Ducasse Christian Duplé Joseph Garrem Roger Garnung Jean Hatchondo Serge Kuntz Labau Lagareste René Lamouliatte Yves Meunier Eusebio Munoz Francis Palats Pierre Sabourdy Armand Save |
| Carcassonne        | Alberti Pierre Azalbert Félix Bergèse Camille Combeau René Delon André Delpoux Jammes Jamones André Marty Jean Nédorézoff Charles Parades | Cavaillon | Calabrèse Roger Frassi Lucia François Montrucolis Morlot Pequeux Roger Rey Sabayrac Santucci Tobias |
| Toulouse           | André Archidec Fernand Cantoni Castet Paul Caujolle Corduriès Couveigne Descous Destarac Charles Galaup Guy Husson Roger Llanas Hugues Viès Viguier | Lyon      | Jean Darricau |
| Montpellier        | Guy Cardona Joseph Guiraud Pierre Plô | Roanne    | Joseph Alcoz Gérard Bélivaud Gérard Chalet Gérard Dautant Robert Eramouspé Jacques Fernandez Antoine Serra Maurice Voron |
| Marseille          | Henri Prudon |           | |